# Antonio Di Rosa
Antonio Di Rosa (Messina, 17 aprile 1951) è un giornalista italiano.

## Biografia
Laureato in Scienze politiche, debutta professionalmente sulle pagine del Giornale di Calabria.
Nel 1978 è alla Gazzetta del Popolo, dove rimane fino al 1984, quando passa alla Stampa di Torino. Nel 1988 è al Corriere della Sera, dove diviene vicedirettore nel 1996, sotto la conduzione di Paolo Mieli.
Il 9 gennaio 2000 succede a Gaetano Rizzuto alla guida del quotidiano genovese Il Secolo XIX, dove rimane fino al 24 ottobre 2004, diventando prima direttore poi editorialista della Gazzetta dello Sport.
Ha diretto l'agenzia di stampa e multimediale LaPresse sino a febbraio 2017. È stato vice del presidente Marco Maria Durante della stessa agenzia. 
Dal 1º dicembre 2017 a marzo 2023 è stato il direttore del quotidiano La Nuova Sardegna.